# Tramvajová doprava v Edinburghu

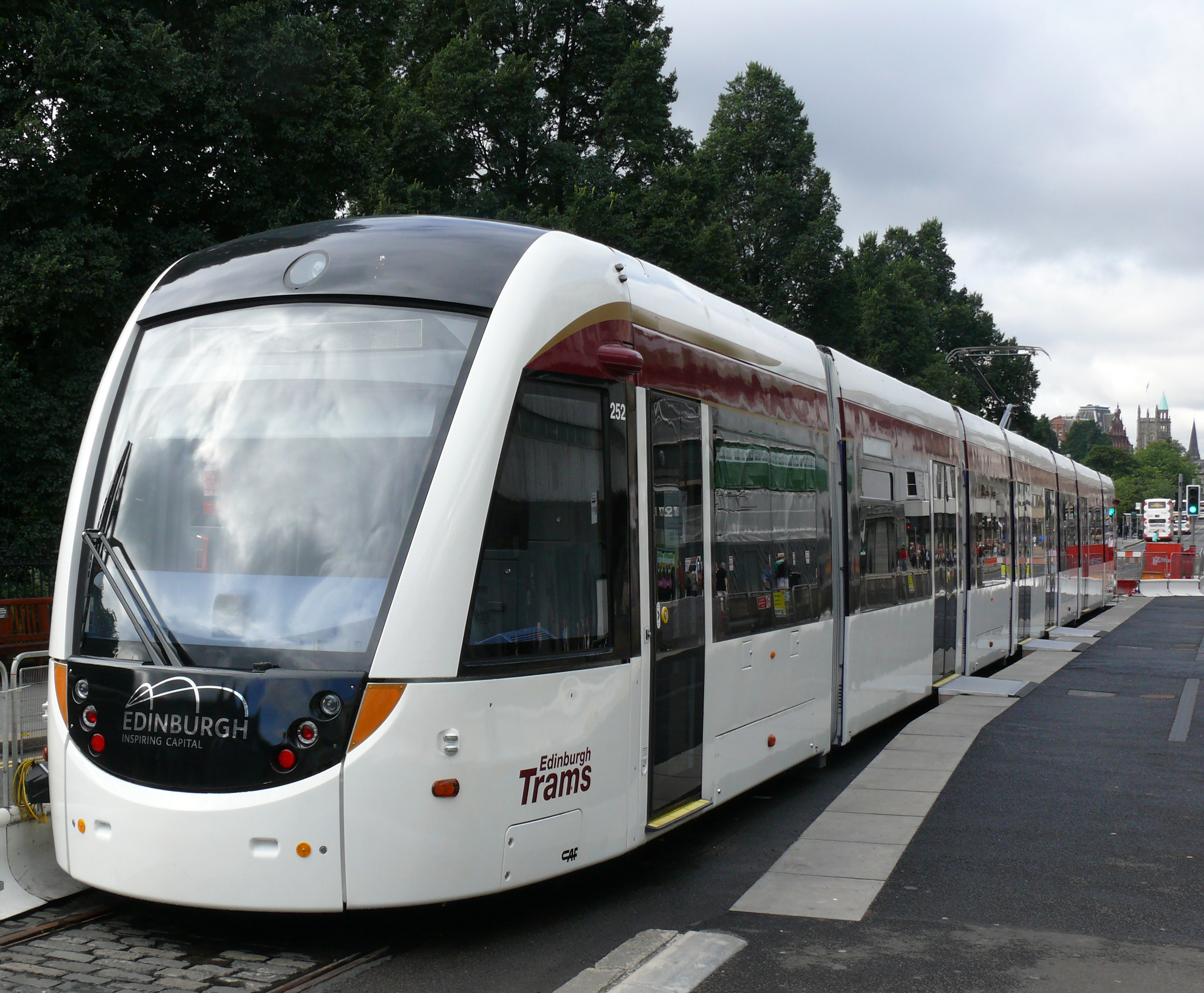
První vyrobená tramvaj v roce 2010

Tramvajová doprava v Edinburghu je novodobý projekt schválený představiteli skotského města Edinburgh a skotského parlamentu, kteří se rozhodli vyřešit pomocí supermoderní tramvajové sítě dopravní problémy a posílit městskou veřejnou dopravu. Tento projekt má navázat na původní tramvajovou dopravu, která byla zrušena v roce 1956. Výstavba začala počátkem roku 2008 kabelizací a podpovrchovými úpravami na prvních úsecích a plně fungovat celá síť měla v roce 2011 a měla spojovat město s letištěm. Projekt se ovšem dle posledních zpráv zpozdí minimálně o tři roky a již stál nejméně o 400 milionů liber více.

## Partneři projektu
Kromě města Edinburgh je to dodavatel tramvají firma CAF, operátor TRANSDEV Edinburgh Tram Ltd, firma zajišťující rozvody Carillion a další.